# Gologorički Dol
Gologorički Dol (en italien : Valle di Moncalvo) est une localité de Croatie située en Istrie, dans la municipalité de Cerovlje, dans le comitat d'Istrie. En 2001, la localité comptait 84 habitants.

## Démographie
| 1948 | 1953 | 1961 | 1971 | 1981 | 1991 | 2001 |
| ---- | ---- | ---- | ---- | ---- | ---- | ---- |
| 155  | 141  | 124  | 116  | 100  | 87   | 84   |